# Marina Vaciliouskaia
Marina Vitalieuna Vaciliouskaia (em bielorrusso:  Марына Вітальеўна Васілеўская; 14 de setembro de 1990) é uma comissária de bordo da Belavia Airlines na Bielo-Rússia. Ela se tornou a primeira mulher bielorrussa no espaço.

## Carreira
Marina Vaciliouskaia é instrutora de voo e comissária de bordo da Belavia Airlines, atuando nas tripulações de aeronaves Boeing e Embraer.

### Carreira espacial

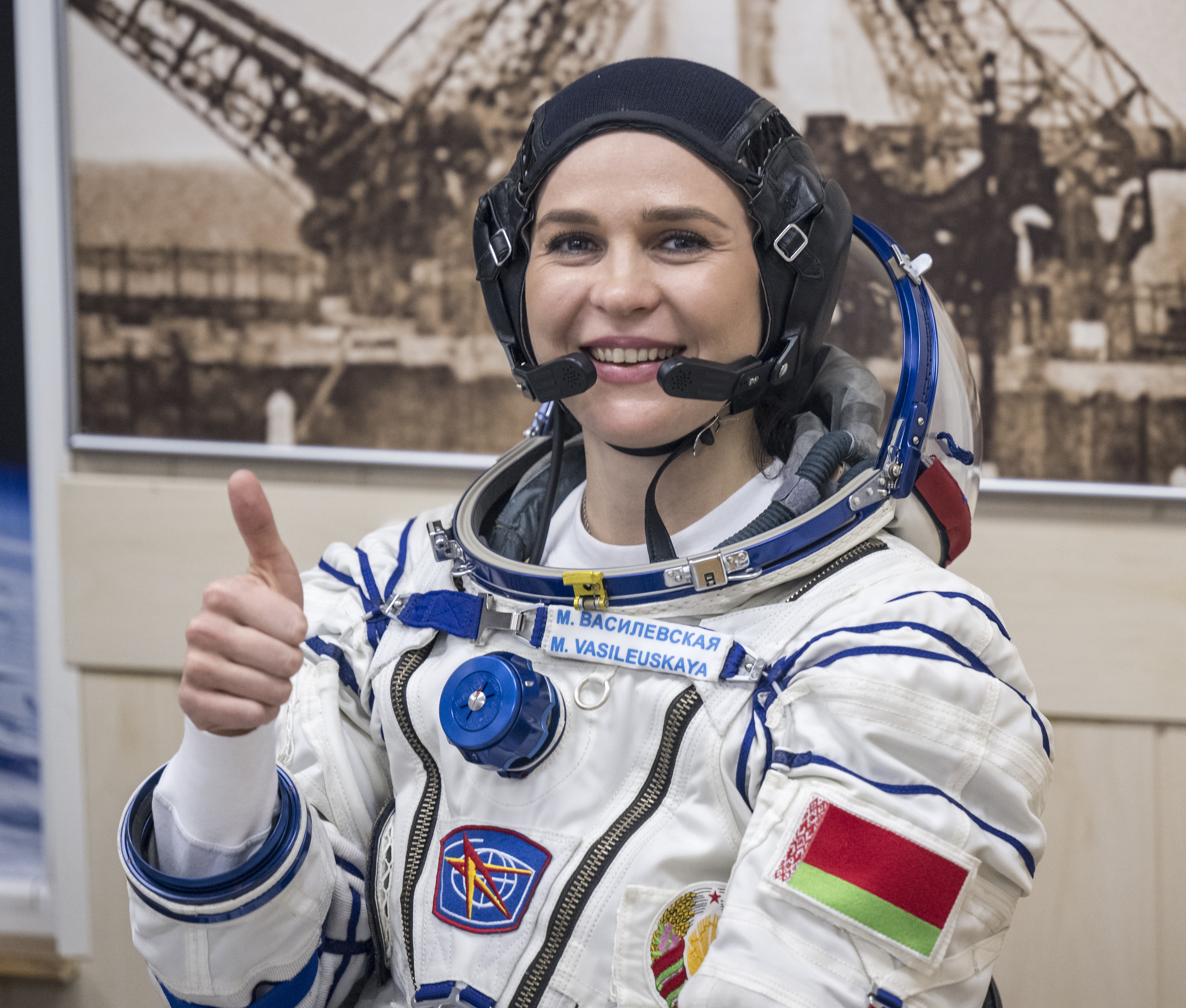
Vaciliouskaia com o traje Sokol no dia 23 de março de 2024.

Em maio de 2023, ela foi uma das duas candidatas restantes (Anastasia Lenkova, sendo selecionada como sua reserva) após a seleção da Agência Espacial da Bielorrússia para voar como tripulante da Soyuz MS-25 como participante do voo espacial, em março de 2024. Ela foi designada como membro da tripulação principal e viajou para a estação com o cosmonauta da Roscosmos Oleg Novitski e a astronauta da NASA Tracy Caldwell-Dyson, onde ela e Oleg passaram aproximadamente 12 dias a bordo do complexo orbital como parte da 21ª expedição visitante a ISS. Após passar 12 dias na Estação Espacial Internacional, ela e Oleg retornaram à Terra a bordo da Soyuz MS-24 com a astronauta da Loral O'Hara.

## Vida pessoal
Ela praticou dança de salão profissionalmente por 15 anos antes de ingressar na companhia aérea. Ela é apaixonada por design de interiores, gosta de ir à piscina, fazer aeróbica, jogar badminton e tênis nas horas vagas, além de jardinagem.

## Nota
1. ↑  Seguindo Wikipédia:Romanização/Bielorrusso.